# Lewis Tewanima
Louis Tewanima, ameriški atlet, * 1888, Songoopavi, Arizona ZDA, † 18. januar 1969, Second Meza, Arizona.
Tewanima se je rodil leta 1888 v rezervatu Songoopavi za Hopije v Arizoni. V svoji karieri je nastopil na poletnih olimpijskih igrah v letih 1908 v Londonu in 1912 v Stockholmu. Na igrah leta 1908 je osvojil deveto mesto na maratonu, leta 1912 pa uspeh kariere s srebrno medaljo v teku na 10000 m, v maratonu pa je bil šestnajsti. Med Hopiji velja za športno legendo, vsako leto v njegov spomin priredijo tekaško tekmo.